# Vísky (Moravia meridionale)
Vísky (in tedesco Wisek) è un comune della Repubblica Ceca facente parte del distretto di Blansko, in Moravia Meridionale.